# De laarzen van buffelleer
De laarzen van buffelleer of De laars van buffelleer is een sprookje, opgetekend door de gebroeders Grimm in hun Kinder- und Hausmärchen als KHM199. De oorspronkelijke naam is Der Stiefel von Büffelleder.

## Het verhaal
Een soldaat die nergens bang voor is heeft ontslag gekregen en trekt in armoede door het land, hij heeft een oude regenmantel en nog een van zijn rijlaarzen van buffelleer. Hij komt in een bos en ziet een man op een omgehakte boomstam met een groene jagersjas. De soldaat geeft hem een hand en gaat zitten en praat met de man. Hij vraagt broeder Poetslaars waar hij heen gaat en hoort dat de man verdwaald is in het bos. Ze besluiten samen verder te gaan en zien een lichtje. Een oude vrouw doet open en ze zegt dat het een rovershuis is, maar de mannen hebben zoveel honger dat ze toch naar binnen gaan (alhoewel de jager eerst tegenwerkt).
De vrouw verbergt de mannen achter de haard en twaalf rovers komen binnen en eisen eten van de vrouw. De soldaat begint te hoesten en de twee worden ontdekt. De soldaat wil eerst voedsel en daarna mogen de rovers doen wat ze willen en hij eet. De jager wil niet eten en kijkt verbaasd naar de soldaat die ook nog om drinken vraagt. De oude vrouw haalt een fles wijn uit de kelder en de kurk knalt er uit. De soldaat brengt een toost uit op het hele stel en zwaait met de fles, waarna hij een slok neemt.
De mannen zijn roerloos alsof ze van steen zijn en de jager wil naar huis, maar de oude vrouw moet nog een fles wijn halen van de soldaat. Ze drinken en eten en als het licht wordt wil de soldaat weg. Ze gaan naar de stad en de soldaat zoekt oude bekenden op. Ze gaan naar een nest vol gladde vogels en ze omsingelen de rovers. De soldaat brengt hen weer tot leven en ze slaan de boeven neer en binden hen vast. In zakken worden ze op een kar gegooid en naar de gevangenis gebracht. De twee mannen lopen naar de stad en een menigte zwaait met groene takken.
De lijfwacht komt er aan en vertelt dat de koning lang uit zijn rijk is geweest, maar vandaag komt hij terug. De jager vertelt dat hij de koning is en doet zijn jagersjas open. De soldaat schrikt en valt op zijn knieën en vraagt om vergeving omdat hij de koning als een gelijke heeft behandeld. Hij heeft de koning ook vele bijnamen gegeven. De koning reikt hem de hand en zegt dat hij zijn leven te danken heeft aan de soldaat. Hij zal voor hem zorgen en hij mag altijd naar de koninklijke keuken komen. Maar als de soldaat een toost wil uitbrengen, moet hij de koning eerst om toestemming vragen.

## Achtergronden bij het sprookje
- Het sprookje is naar een verhaal in Hundert Mährchen im Gebirge gesammelt (1844) van Friedmund von Arnim.
- Het sprookje heeft veel overeenkomsten met De avonturen van een soldaat.
- De behulpzame oude vrouw komt in vele sprookjes voor, bijvoorbeeld in De twaalf broeders (KHM9), De duivel met de drie gouden haren (KHM29), De roverbruidegom (KHM40), De drie vogeltjes (KHM96), De zoete pap (KHM103), De groente-ezel (KHM122), De duivel en zijn grootmoeder (KHM125), De stukgedanste schoentjes (KHM133), De ganzenhoedster aan de bron (KHM179), De waternimf in de vijver (KHM181), De ware bruid (KHM186) en Het klosje, de schietspoel en de naald (KHM188). Ook in Sjaak en de bonenstaak verstopt de vrouw een gast.
- De soldaat wordt afgedankt, dit komt in veel sprookjes voor. Hij neemt het eigen lot in handen en dit loopt uiteindelijk goed af. Zie ook Met z'n zessen de hele wereld rond (KHM71), Vrolijke Frans (KHM81), De roetzwarte broer van de duivel (KHM100), Berenpels (KHM101), Het blauwe licht (KHM116), De stukgedanste schoentjes (KHM133).